# Цхадая, Александр Теймуразович
Александр Теймуразович Цхадая (1904 год — неизвестно, Зугдиди, Грузинская ССР) — директор Ингирского совхоза имени Берия Министерства сельского хозяйства СССР, Зугдидский район, Грузинская ССР. Герой Социалистического Труда (1951).

## Биография
Родился в 1904 году в крестьянской семье в одном из сельских населённых пунктов современной Грузии. После окончания местной сельской школы трудился в сельском хозяйстве. Окончил Сельскохозяйственный институт Грузии. Трудился на различных ответственных должностях в сельском хозяйстве Грузинской ССР. С середины 1930-х годов — директор Ингирского чаеводческого совхоза имени Берия (в последующем — имени Ленина; преемник — Герой Социалистического Труда Александр Адамурович Куталия). За успешное выполнение правительственных заданий по снабжению фронта продуктами питания в годы Великой Отечественной войны был награждён Орденом «Знак Почёта» и боевой медалью «За оборону Кавказа».
В послевоенные годы за короткий период вывел производство чайного листа на довоенный уровень, за что был награждён в 1949 году Орденом Ленина. В 1950 году совхоз сдал государству в среднем с каждого гектара по 4234 килограмма сортового зелёного чайного листа с площади 102,9 гектара. Указом Президиума Верховного Совета СССР от 1 сентября 1951 года удостоен звания Героя Социалистического Труда за «получение в 1950 году высоких урожаев сортового зелёного чайного листа» с вручением ордена Ленина и золотой медали «Серп и Молот» (№ 6170).
Этим же указом званием Героя Социалистического Труда были награждены работники Ингирского совхоза имени Берия старший агроном Шалва Алексеевич Харебава и рабочая Анна Александровна Мележко.
После выхода на пенсию проживал в Зугдиди. С 1970 года — персональный пенсионер союзного значения. Дата смерти не установлена.
Награды
- Герой Социалистического Труда
- Орден Ленина — дважды (31.07.1950; 1951)
- Орден Трудового Красного Знамени (05.07.1949)
- Орден «Знак Почёта»
- Медаль «За трудовую доблесть»
- Медаль «За оборону Кавказа» (01.05.1944)